# Jesús Puras
Jesús Puras (* 16. März 1963 in Santander) ist ein ehemaliger spanischer Rallyefahrer. 

## Karriere
Puras gewann die Spanische Rallye-Meisterschaft achtmal und konnte einen Lauf zur Rallye-Weltmeisterschaft für sich entscheiden. 1991 fuhr er bei der Rallye Monte Carlo erstmals in der Rallye-Weltmeisterschaft. 1994 wurde er Weltmeister in der Gruppe N. Seinen einzigen Weltmeisterschaftslauf gewann er 2001 bei der Tour de Corse. 2002 nahm er bei der Rallye San Remo seinen Abschied.

## Teams
- 1991–2002 Citroën Total WRT
- Lancia (Spanische Meisterschaft)
- Citroën (Spanische Meisterschaft)
- Ford (Gruppe N)

## Erfolge

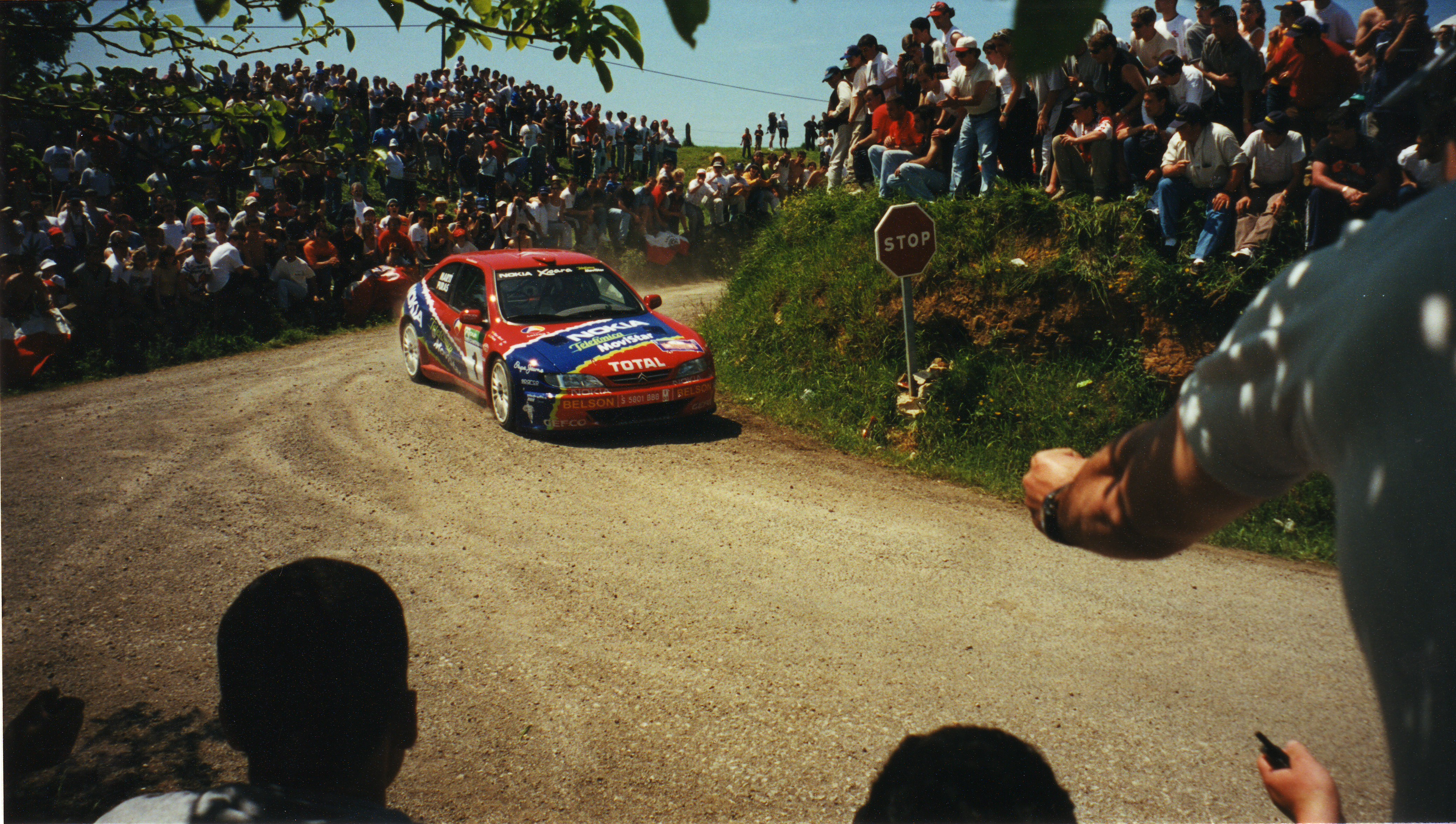
Puras 1999 bei der Rallye Cantabria in einem Citroën Xsara Kit Car

- Spanischer Rallye-Meister 1990 und 1992 mit einem Lancia Delta Integrale 16V
- Spanischer Rallye-Meister 1995 und 1997 mit einem Citroën ZX 16S
- Spanischer Rallye-Meister 1998, 1999 und 2000 mit einem Citroën Xsara Kit Car
- Spanischer Rallye-Meister 2002 mit einem Citroën Xsara WRC
- 1994 Platz 1 Gruppe N (heute PWRC) mit einem Ford Escort RS Cosworth
- 1999 Platz 2 Rallye Korsika (WRC) mit einem Citroën Xsara WRC
- 2001 Platz 1 Rallye Korsika (WRC) mit einem Citroën Xsara WRC